# Tommy Gibbons
Tommy Gibbons est un boxeur américain né le 22 mars 1891 à Saint Paul, Minnesota, et mort le 19 novembre 1960.

## Carrière
Frère de Mike Gibbons, Tommy commence sa carrière professionnelle en poids moyens le 5 septembre 1911 puis boxe au fil des années en mi lourds et en poids lourds. Il compte à son palmarès des victoires contre George Chip, Willie Meehan, Billy Miske, Chuck Wiggins, Jack Bloomfield et Kid Norfolk mais reste surtout célèbre pour avoir affronté le champion du monde des poids lourds Jack Dempsey le 4 juillet 1923. Certes battu, il a réussi à résister 15 rounds ce que peu de boxeurs n'étaient parvenus à faire avant lui contre Dempsey. Il se retire en 1925 après sa seule défaite avant la limite subie face à Gene Tunney.

## Distinction
- Tommy Gibbons est membre de l'International Boxing Hall of Fame depuis 1993[2].